# باتريك إس. باركر
باتريك إس. باركر (بالإنجليزية: Patrick S. Parker)‏ هو شخصية أعمال أمريكي، ولد في 16 أكتوبر 1929، وتوفي في 6 يوليو 2005.